# 14. словеначка дивизија НОВЈ
Четрнаеста словеначка ударна дивизија формирана је 13. јула 1943. године у Долењској од Прве словеначке ударне бригаде „Тоне Томшич“ и Друге словеначке ударне бригаде „Љубо Шерцер“, а 9. августа у њен састав су ушле Трећа словеначка ударна бригада „Иван Градник“ и Седма словеначка ударна бригада „Франце Прешерен“. Након комплетирања дивизија је имала око 2.400 бораца.

## Борбени пут 14. дивизије
Дивизија је 24. јула у садејству са Петнаестом словеначком дивизијом напала италијанско упориште Жужемберк. Напад се претворио у вишедневне уличне борбе и, након повлачења из Жужемберка, тешке борбе против концентричног напада вишеструко надмоћнијих италијанских снага.
Након капитулације Италије дивизија је попуњена и у њеном саставу формиране су још три бригаде, од којих су две касније расформиране. Трећа и Седма словеначка бригада изашле су из састава дивизије, па су крајем септембра 1943. дивизију сачињавале Прва, Друга и Тринаеста словеначка бригада „Мирко Брачич“. Почетком октобра дивизија улази у састав Седмог словеначког корпуса. Током ових борби дивизија је 13/14. октобра 1943. године извршила успешну и значајну диверзију на Штампетовом мосту пресекавши железничку везу Љубљанске котлине са Тршћанским заливом. Дивизија је била захваћена немачком октобарском „Ромеловом“ офанзивом која је трајала од 21. октобра до 10. новембра 1944.
Након окончања немачке офанзиве, Седми корпус предузео је своју офанзиву. У склопу те операције, Четрнаеста дивизија 22. новембра заузела је Грахово, затим Церкницу и Бегуње, а 1. децембра Велике Лашче. 9. децембра почео је напад на немачко-белогардистички гарнизон Кочевје, али је након борби у самом граду морао бити обустављен због продора немачке 162. дивизије кроз дивизијска осигурања.
Услед тешких борби током јесени 1943. године бројно стање дивизије је веома опало. Када је 6. јануара 1944. упућена у Штајерску ради дејстава на комуникацијама и подстицања Народноослободилачког покрета у овој стратешки важној покрајини, у њеном саставу било је свега 1.127 бораца. Током марша и пробоја преко Жумберка, Покуља и Хрватског Загорја до Штајерске њено бројно стање је готово преполовљено.
Након одмора и попуне у области Савињских Алпа дивизије је развила интензивна нападна дејства на комуникације и мање немачке гарнизоне. Током друге половине 1944. и почетком 1945. године концентрација немачких снага у овој области стално је расла, али је Четрнаеста словеначка дивизија у врло сложеним условима развила интензивна и успешна дејства и успела да створи неколико слободних територија.
У знак признања за постигнуте успехе и поднете жртве, 26. октобра 1944. године Четрнаеста словеначка дивизија проглашена је ударном.
У завршним операцијама Четрнаеста словеначка дивизија учествовала је у разбијању и разоружавању крупних немачких и квислиншких снага у словеначкој и аустријској Корушкој.